# 克尼特尔斯海姆
克尼特尔斯海姆是德国莱茵兰-普法尔茨州的一个市镇。总面积6.37平方公里，总人口1005人，其中男性499人，女性506人（2011年12月31日），人口密度158人/平方公里。